# BOSS戸田
BOSS戸田（ぼす とだ）（英：BOSS TODA、実名は戸田有三Toda Yuzo、1956年8月31日生まれ、大津市、滋賀県出身）は、日本の俳優、アーティスト、映画プロデューサー。

## 来歴・人物
生い立ち
母国日本に帰還した傷痍軍人が、行き場を無くした有三(3歳)を養子に迎え育てた。 
親父は、日本国陸軍二等兵として最前線で、敵地中国大陸で戦っていた。戦いのある時、親父は銃剣で敵人の腹を刺した！とその直後に、敵陣の手榴弾が親父の頭蓋骨を砕いた！親父はこのような悲劇に遇いながらも、銃剣で刺した敵人を想い、戦後60年にわたり、とある寺で供養し続けた。まさに『武士道の精神』であると誇りに想う。 
生まれ育った地域、滋賀県。 日本の映画撮影のロケ地として人気がある県です。有三は小中高生時代には様々なジャンルの映画を千本以上観た。シネマに憧れたが、天理大学体育学部に入学した。

映画業界のキャリア
俳優　
胸の内にあった憧れの俳優業を５５歳になって志した。いくつかのエキストラ出演（2012 月曜ゴールデンTVドラマ狩矢警部シリーズ「京都香道殺人事件」初出演；2013 映画「家」（北原光広監督、西村知美主演） エキストラ出演；2014 映画「駆け込み女駆け出し男」（原田眞人監督、大泉洋主演）エキストラ出演/野武士）後は2014瀬木直貴監督の映画「カラアゲ☆USA」のオーディションに合格して、初出演。
様々な映画撮影や、ラジオ、テレビ出演や、日本の多くの新聞と雑誌の記事で取り上げられた。
映画プロデューサー
2014 「MADURO」創刊2号にはフルカラー1ページのBOSS戸田の活躍と志についての記事「行動を起こすのに年齢は関係ありません」出版された。『還暦でレッドカーペットを歩く』を目標にして、映画業界のキャリアの２年後、映画プロデューサーとして実際にレッドカーペットを歩いた。出演した映画「マザーレイク」が、第57回ズリーン国際映画祭の正式招待作品に選出され、レッドカーペットを歩いたことで夢を実現。
座右の銘は、マハトマ・ガンジーの『明日死ぬ気で生きろ 永遠に生きる気で学べ』

## ドラマ
- 「ショート・ショウ」（KBS京都）
- 「火花」（Netflix）
- 「京都香道殺人事件」（月曜ゴールデンTVドラマ狩矢警部シリーズ）
- 「明智光秀公ヲ大河ドラマに」（亀岡祭り）
- 「サティスファクション2 六話」（KBS京都）
- 「鬼さん こちら」（KBS京都）
- 「大人のパンツ 三話」（TVドラマ門脇麦）

## 映画
- 「カラアゲ☆USA」 （瀬木直貴監督）
- 「星々の約束」（瀬木直貴監督）
- 「マザーレイク」（瀬木直貴監督）
- 「白波」（長尾淳史監督）